# Heritiera cordata
Heritiera cordata är en malvaväxtart som beskrevs av André Joseph Guillaume Henri Kostermans. Heritiera cordata ingår i släktet Heritiera och familjen malvaväxter. Inga underarter finns listade i Catalogue of Life.